# Campionati europei di slittino 2004
I Campionati europei di slittino 2004 sono stati la 39ª edizione della competizione.
Si sono svolti a Oberhof, in Germania.

## Medagliere
| Pos.   | Nazione    | Oro | Argento | Bronzo | Totale |
| ------ | ---------- | --- | ------- | ------ | ------ |
| 1      | Germania   | 3   | 2       | 1      | 6      |
| 2      | Italia     | 1   | 2       | 0      | 3      |
| 3      | Austria    | 0   | 0       | 2      | 2      |
| 4      | Slovacchia | 0   | 0       | 1      | 1      |
| Totale | Totale     | 4   | 4       | 4      | 12     |

## Podi
| Evento            | Oro                                                               | Argento                                                                                | Bronzo                                                                 |
| Singolo Maschile  | Armin Zöggeler                                                    | David Möller                                                                           | Jaroslav Slávik                                                        |
| Singolo Femminile | Silke Kraushaar                                                   | Tatjana Hüfner                                                                         | Sylke Otto                                                             |
| Doppio            | Steffen Skel Steffen Wöller                                       | Christian Oberstolz Patrick Gruber                                                     | Andreas Linger Wolfgang Linger                                         |
| Squadre mista     | Germania Jan Eichhorn Silke Kraushaar Steffen Skel Steffen Wöller | Italia Armin Zöggeler Anastasija Oberstolz-Antonova Christian Oberstolz Patrick Gruber | Austria Martin Abentung Veronika Halder Andreas Linger Wolfgang Linger |